# 105e méridien est
En géographie, le 105e méridien est est le méridien joignant les points de la surface de la Terre dont la longitude est égale à 105° est.

## Géographie

### Dimensions
Comme tous les autres méridiens, la longueur du 105e méridien correspond à une demi-circonférence terrestre, soit 20 003,932 km. Au niveau de l'équateur, il est distant du méridien de Greenwich de 11 688 km,.
Avec le 75e méridien ouest, il forme un grand cercle passant par les pôles géographiques terrestres.

### Régions traversées
En commençant par le pôle Nord et descendant vers le sud au pôle Sud, Le 105e méridien est passe par:
| Coordonnées           | Pays, territoire ou mer  | Notes |
| --------------------- | ------------------------ | --- |
| 90° 00′ N, 105° 00′ E | Océan Arctique           | |
| 80° 04′ N, 105° 00′ E | Mer de Laptev            | |
| 78° 50′ N, 105° 00′ E | Russie                   | Krai de Krasnoïarsk — Île Bolchevique, Terre du Nord |
| 78° 21′ N, 105° 00′ E | Mer de Laptev            | |
| 77° 35′ N, 105° 00′ E | Russie                   | Krai de Krasnoïarsk Oblast d'Irkoutsk — à partir de 61° 25′ N, 105° 00′ E Krai de Krasnoïarsk — à partir de 61° 14′ N, 105° 00′ E Oblast dIrkoutsk — à partir de 61° 11′ N, 105° 00′ E Krai de Krasnoïarsk — à partir de 60° 11′ N, 105° 00′ E Oblast d'Irkoutsk — à partir de 59° 46′ N, 105° 00′ E Krai de Krasnoïarsk — à partir de 59° 28′ N, 105° 00′ E Oblast d'Irkoutsk — à partir de 58° 59′ N, 105° 00′ E République de Bouriatie — à partir de 51° 42′ N, 105° 00′ E (la frontière se situe dans le Lac Baikal) |
| 50° 24′ N, 105° 00′ E | Mongolie                 | |
| 41° 36′ N, 105° 00′ E | Chine                    | Mongolie Intérieure Ningxia – à partir de 37° 32′ N, 105° 00′ E Gansu – à partir de 37° 02′ N, 105° 00′ E Sichuan – à partir de 32° 37′ N, 105° 00′ E Yunnan – à partir de 28° 01′ N, 105° 00′ E Guizhou – à partir de 27° 22′ N, 105° 00′ E Guangxi – à partir de 24° 47′ N, 105° 00′ E Yunnan – à partir de 24° 26′ N, 105° 00′ E |
| 23° 13′ N, 105° 00′ E | Viêt Nam                 | |
| 18° 45′ N, 105° 00′ E | Laos                     | |
| 16° 16′ N, 105° 00′ E | Thaïlande                | |
| 14° 18′ N, 105° 00′ E | Cambodge                 | |
| 10° 40′ N, 105° 00′ E | Viêt Nam                 | |
| 8° 35′ N, 105° 00′ E  | Mer de Chine méridionale | Pase juste à l'est de l'Île Lingga (en), Indonésie (à 0° 18′ S, 105° 00′ E) Passe juste à l'ouest de l'Île de Bangka, Indonésie (à 2° 01′ S, 105° 06′ E) |
| 2° 21′ S, 105° 00′ E  | Indonésie                | Île de Sumatra |
| 5° 43′ S, 105° 00′ E  | Océan indien             | Passe juste à l'ouest de l'Île de Panaitan, Indonésie (à 6° 36′ S, 105° 06′ E) Passe juste à l'ouest de Java, Indonésie (à 6° 45′ S, 105° 12′ E) |
| 60° 00′ S, 105° 00′ E | Océan Austral            | |
| 66° 04′ S, 105° 00′ E | Antarctique              | Territoire antarctique australien, Territoires revendiqués par l' Australie |